# Emily Davison
Emily Wilding Davison (Blackheath, Kent, 11 d'octubre de 1872 - Epsom, Surrey, 8 de juny de 1913) fou un activista que va lluitar pel sufragi femení a Gran Bretanya. Era filla de Charles Davison, comerciant, i Margaret Caisley, tots dos de Morpeth, Northumberland. Fou empresonada en més de nou ocasions i alimentada a la força 49 vegades. El 4 de juny de 1913 va ser atropellada pel cavall Anmer del rei Jordi V al Derby de l'hipòdrom Epsom, patint lesions fatals.
Versions més actuals dels fets fan pensar que Davison va intentar pertorbar el Derby per cridar l'atenció a la seva causa, més que per suïcidar-se.

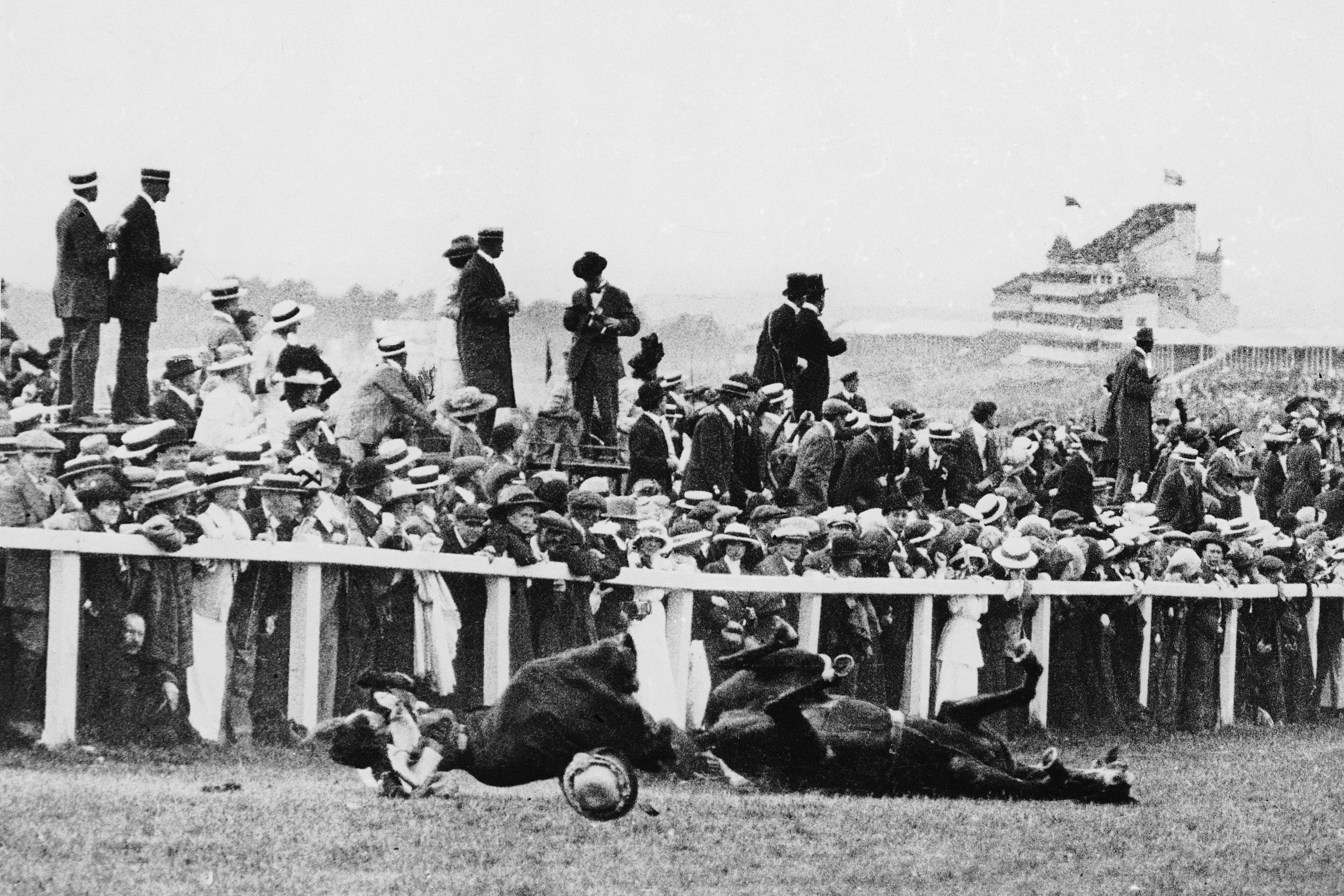
Davison caient després de ser copejada pel cavall del Rei
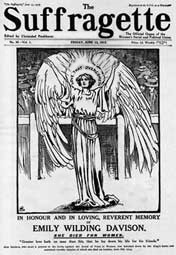
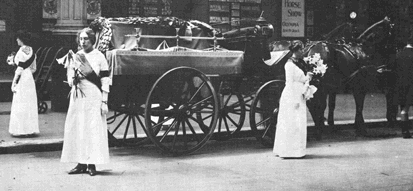
Emily Wilding Davison, funeral juny 1913